# University of Northern Iowa
University of Northern Iowa – publiczna uczelnia w Cedar Falls, w stanie Iowa. Została założona w 1876 r. jako Iowa State Normal School. W 2021 r. na uniwersytecie kształciło się 9231 osób. Ponad 90% studentów to osoby pochodzące z Iowa.

## Struktura
University of Northern Iowa dzieli się na:
- College of Business
- College of Education
- College of Humanities, Arts & Sciences
- College of Social and Behavioral Sciences
- Graduate College

## Galeria

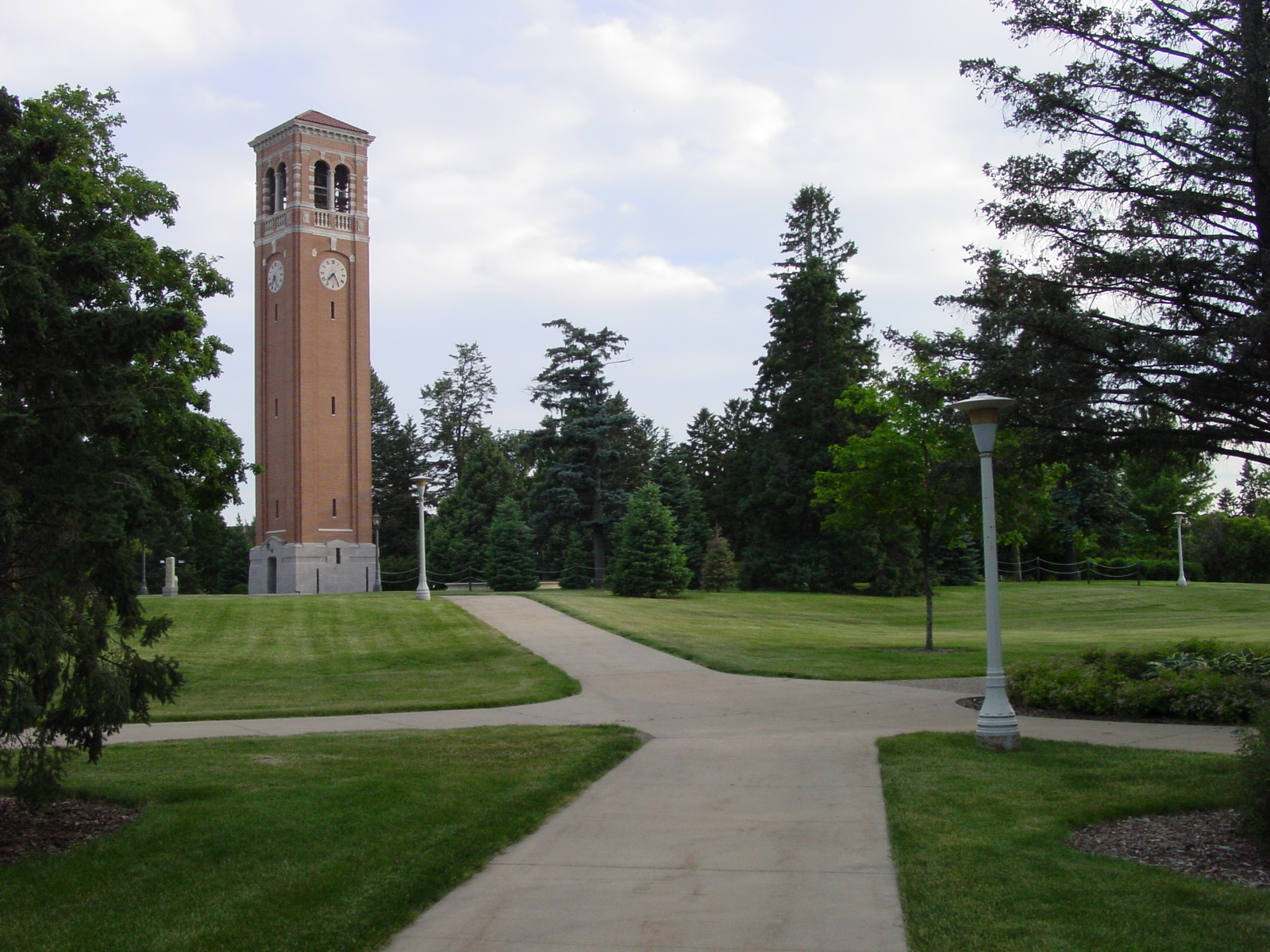
Dzwonnica na kampusie uniwersytetu
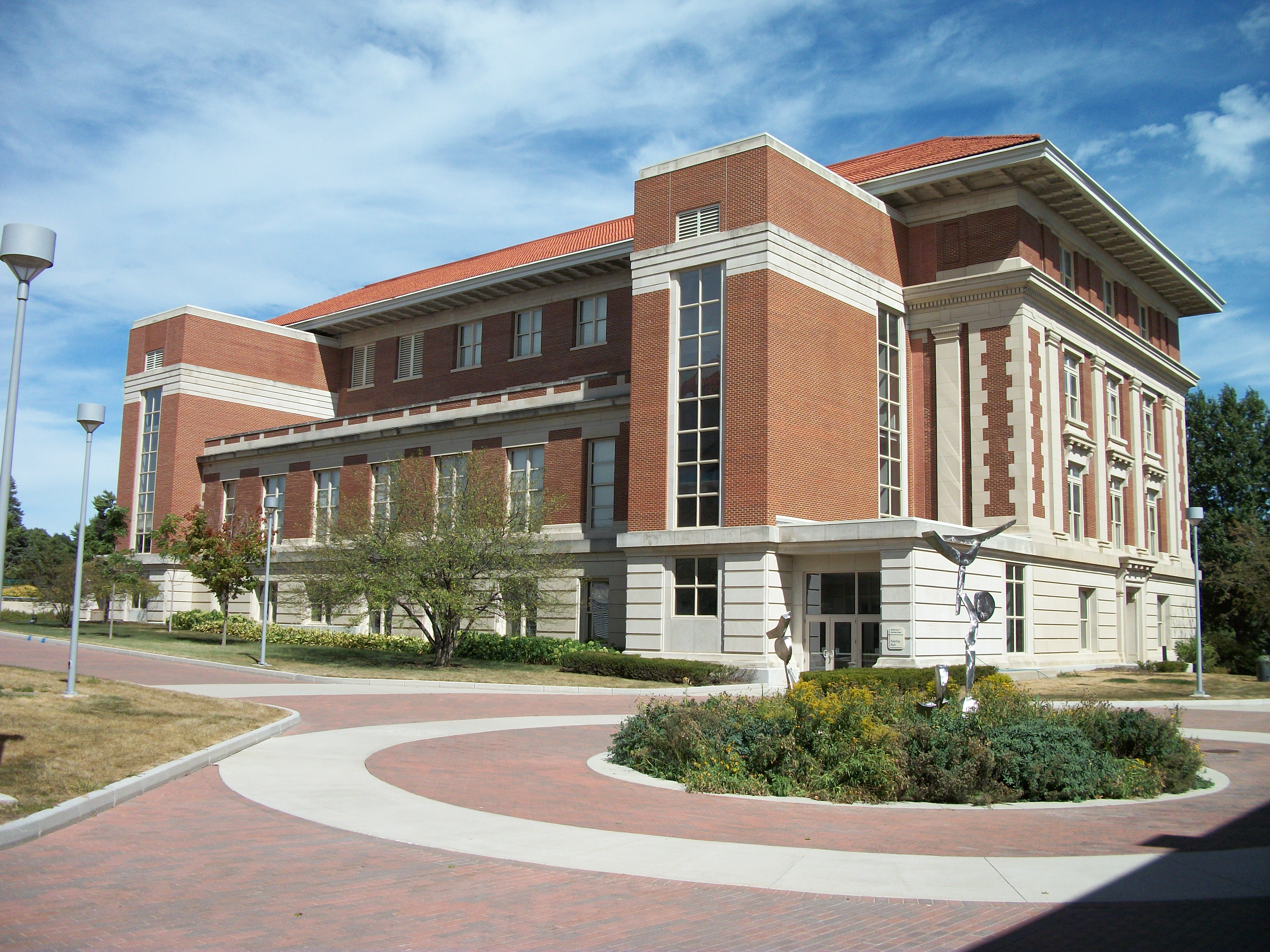
Seerley Hall
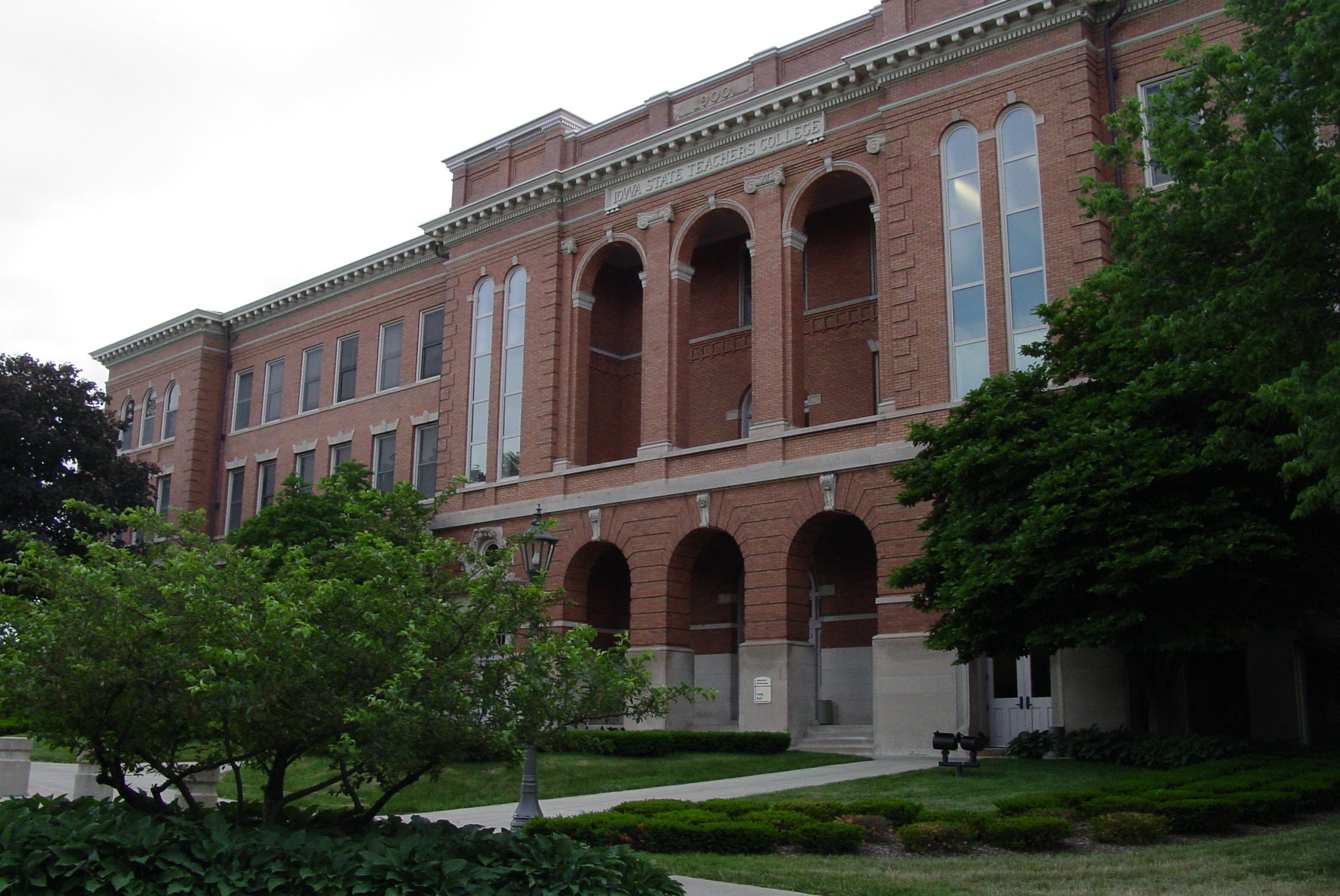
Lang Hall, najstarszy budynek uniwersytetu
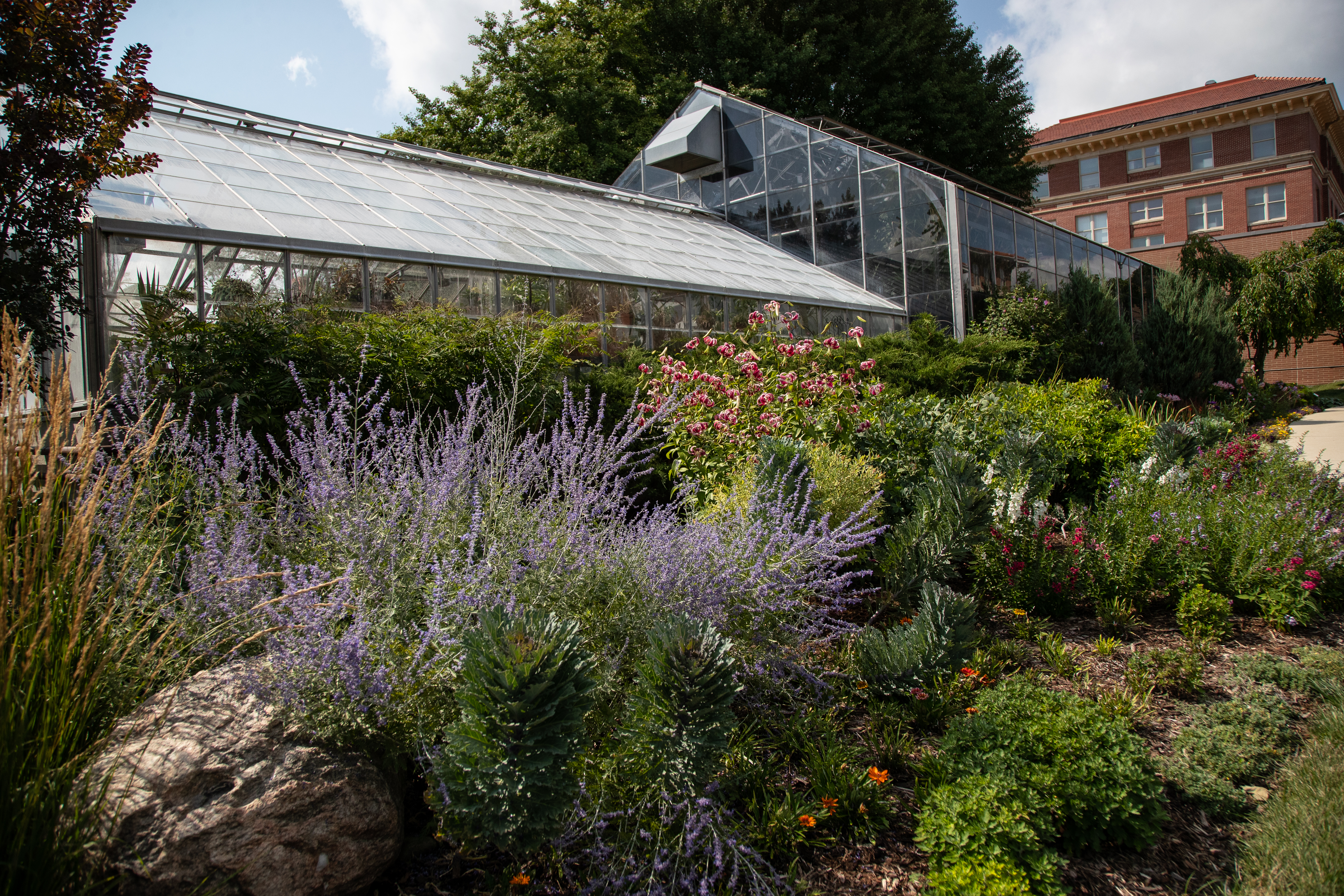
University of Northern Iowa Teaching and Research Greenhouse